# Chironomus calligraphus
Chironomus calligraphus är en tvåvingeart som beskrevs av Emílio Augusto Goeldi 1905. Chironomus calligraphus ingår i släktet Chironomus och familjen fjädermyggor. Inga underarter finns listade i Catalogue of Life.